# Geophagus gottwaldi
Geophagus gottwaldi är en fiskart som beskrevs av Anton Karl Schindler och Wolfgang Staeck 2006. Geophagus gottwaldi ingår i släktet Geophagus och familjen Cichlidae. Inga underarter finns listade i Catalogue of Life.